# Prayssas
Prayssas is een gemeente in het Franse departement Lot-et-Garonne (regio Nouvelle-Aquitaine). De plaats maakt deel uit van het arrondissement Agen. Prayssas telde op 1 januari 2022 995 inwoners.

## Geschiedenis
De plaats is ontstaan omstreeks 1100 rond een centrale kerk, zonder dat er sprake was van een kasteel of versterkte woning. In de dertiende eeuw kende Prayssas een sterke ontwikkeling. Verschillende aristocraten bouwden er huizen en de plaats kreeg een omwalling. De Saint-Jeankerk werd verbouwd in de veertiende en vijftiende eeuw, waarbij het koor en een travee van de oorspronkelijke kerk bewaard bleven.

## Geografie
De oppervlakte van Prayssas bedroeg op 1 januari 2022 26,48 vierkante kilometer; de bevolkingsdichtheid was toen 37,6 inwoners per km².

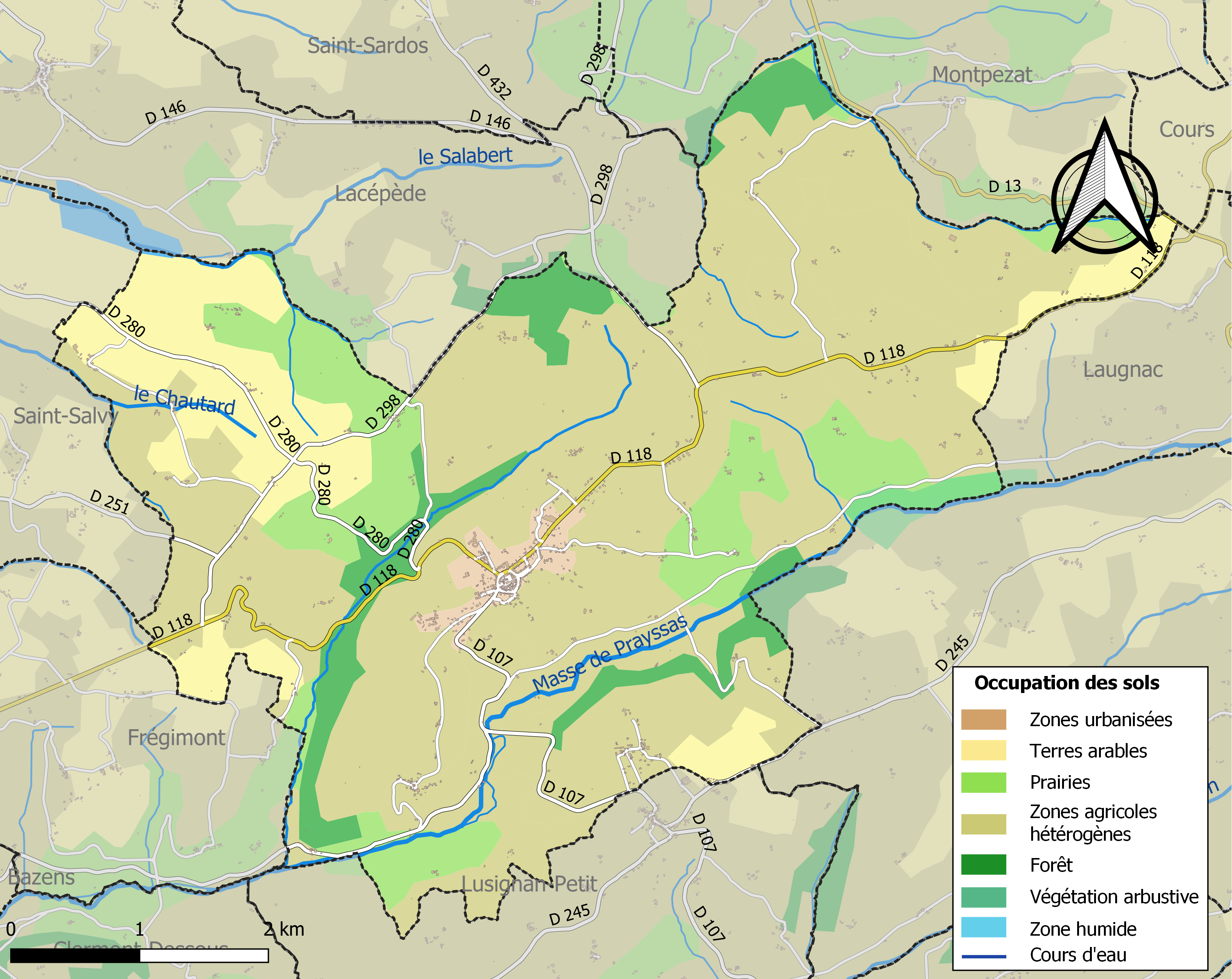
Kaart van de gemeente met de belangrijkste infrastructuur, bodemgebruik en omliggende gemeenten

## Demografie
Onderstaande figuur toont het verloop van het inwonertal (bron: INSEE-tellingen).